# Madonna Buder
Madonna Buder (St. Loius, Missouri, 1930. július 24. –) világcsúcstartó: a legidősebb ember, aki teljesítette az Ironman Triatlont.

## Életpályája
23 évesen lett apáca, azonban 1970-ben kilépett a rendből és 38 társával együtt megalapították a független Sisters for Christian Community közösséget.
48 évesen kezdett el sportolni. 52 évesen vett részt először triatlonon, 55 éves kora óta vesz részt ironman bajnokságokon.
2005-ben, 75 évesen Hawaii Ironman versenyen állította be a rekordot először: a legidősebb nő, aki valaha teljesítette a megmérettetést. 16 óra alatt jutott el a célba. Egy évvel később megismételte a sikert, 16 óra és 54 perccel.
2008. augusztus 24-én csak percekkel csúszott le, hogy be tudta volna fejezni a kanadai Pentictonban rendezett ironman versenyt. (17 óra a limit)
2009. augusztus 30-án visszatért és 16 óra és 54 perccel sikeresen teljesítette a kihívást.
2010-ben nem sikerült befejeznie a versenyt az úszóruhája problémái miatt.
2011-ben a kerékpáros szakaszon kicsúszott az időkeretből, s ezért nem fejezhette be a versenyt.
Teljesítményével sok csodálót szerzett a sportkedvelők között. Ismertségét is fölhasználta, hogy számos karitatív célra gyűjtsön sikerrel adományokat.

### Publikációk
- The Grace to Race: The Wisdom and Inspiration of the 80-Year-Old World Champion Triathlete Known as the Iron Nun.